# Бранка Марић
Бранка Марић (Крагујевац, 1944) је српска сликарка.

## Биографија
Рођена је 1944. године у Крагујевцу. Завршила је постдипломске студије на Факултету ликовних уметности Универзитета уметности у Београду. Радила је у Уметничким колонијама у Почитељу, Сопоћанима, Липовцу, Аранђеловцу и другим, као професор историје уметности и као ванредни професор цртања у обликовању кожне конфекције, галантерије и обуће на Вишој политехничкој школи. Слике и графике је излагала на четрнаест самосталних и на преко четиристо колективних изложби у земљи и свету. Неке од њених самосталних изложби су у Београду 1869, 1970, 1972. и 1974, Зрењанину 1971, Трпању и Пељешацу 1972, Панчеву 1973, Пријепољу и Новој Вароши 1974. године. Учествовала је на изложбама Графичког београдског круга у Београду 1968, 1970. и 1971, Тријеналу југословенског цртежа у Сомбору и изложбама Удружења ликовних уметника Србије од 1969, изложбама Уметничке колоније Ечке 1970. и 1971, изложби „НОБ у делима ликовним уметника Југославије” 1971, изложбама у Октобарском салону 1971. и 1973, изложби „Свет у коме живимо” 1972. године и другим. Добитница је Златне статуе Удружења креатора и моделара обуће, кожне конфекције и галантерије Југославије, на основу гласања потрошача и резултата Оценске изложбе, за креацију кожне конфекције КТК „Зајечар”, женски комплет од првокласне коже.